# 포창신

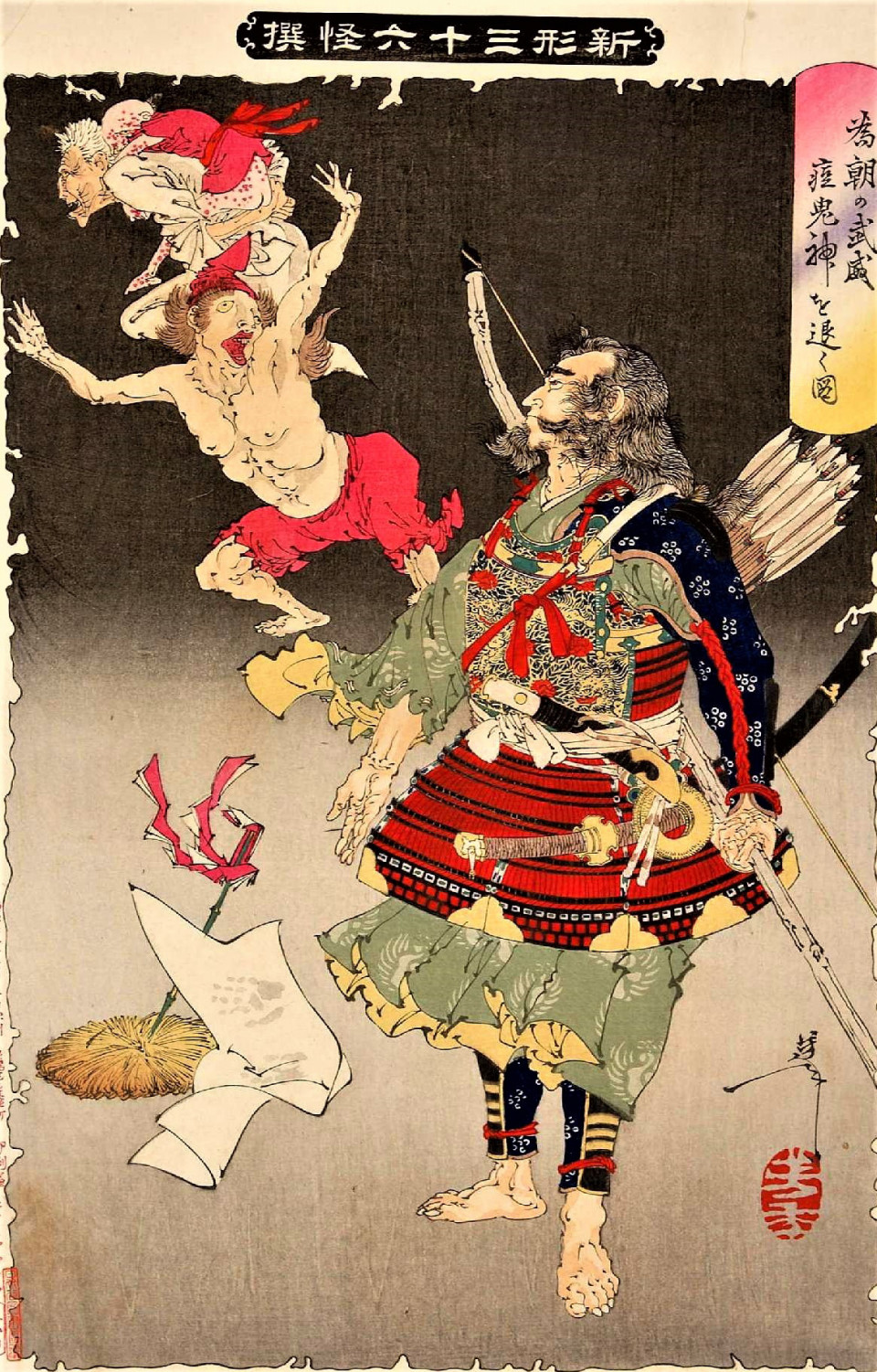
포창신을 퇴치하는 미나모토노 다메토모.

포창신(일본어: 疱瘡神 호우소우가미[*])은 일본 민속에서 포창(疱瘡, 천연두)을 일으킨다고 믿어진 악신으로, 역병신의 일종이다.
헤이안 시대의 『속일본기』에 따르면, 포창은 덴표 7년(서기 735년)에 한반도의 신라에서 일본으로 건너왔다. 당시 외교를 담당한 대재부(大宰府 다자이후[*])가 규슈 지쿠젠국(오늘날의 후쿠오카현) 지쿠시 군에 위치했기 때문에 외국인과의 접촉이 많은 이 지역이 포창의 유행원으로 생각된다. 이점이 대재부로 좌천된 스가와라노 미치자네나 후지와라노 히로쓰구에 대한 어령신앙과 결합하여 포창은 원령이 일으키는 재앙으로 생각되게 되었다. 근세에는 포창이 신라에서 건너온 병이라는 이유로 삼한정벌의 신인 스미요시 삼신을 모심으로써 병이 낫기를 빌기도 했고, 오히려 포창신을 모시면서 병이 낫기를 빌기도 했다. 간세이 시대의 고전 『총주우기』에는 “우리 국에서는 포창을 다스리는 집은 반드시 포창신 부처(夫妻) 2인을 어당에 제사 지내고, 민간에서는 이것을 상신(裳神)이라고 한다”고 기술되어 있다.
삿갓신(笠神), 우명신(일본어: 芋明神 이모묘우진[*]; 芋는 토란)이라는 별명으로도 불렸는데, 이는 포창이 심한 딱지를 만들어내는 데서 유래한다.
의학이 발달하지 않았던 시대에는 유언비어도 많았고, 포창을 의인화할 뿐 아니라 실제로 포창신을 목격했다는 이야기도 나돌았다. 메이지 8년(서기 1875년)에는 본쇼에서 인력거를 타고 가던 소녀가 어느샌가 인력거에서 사라져 있었는데, 붉은 옷을 입고 있었다는 점에서 그 소녀는 사실 포창신이었다는 둥 하는 이야기가 당시 니시키에 신문의 “일신진사지(日新真事誌)”에 실려 있다.

## 참고 자료
- 多田克己 (2008). 〈『妖怪画本・狂歌百物語』 妖怪総覧〉.   京極夏彦編. 《妖怪画本 狂歌百物語》. 国書刊行会. ISBN 978-4-3360-5055-7. 다음 글자 무시됨: ‘和書’ (도움말)
- 宮本袈裟雄他 (1980).  桜井徳太郎編, 편집. 《民間信仰辞典》. 東京堂出版. ISBN 978-4-490-10137-9. 다음 글자 무시됨: ‘和書’ (도움말)
- 戸部民夫 (2007). 《「頼れる神様」大事典 縁結び、商売繁盛だけじゃない!》. PHP研究所. ISBN 978-4-569-65829-2. 다음 글자 무시됨: ‘和書’ (도움말)